# 大和大国魂神社

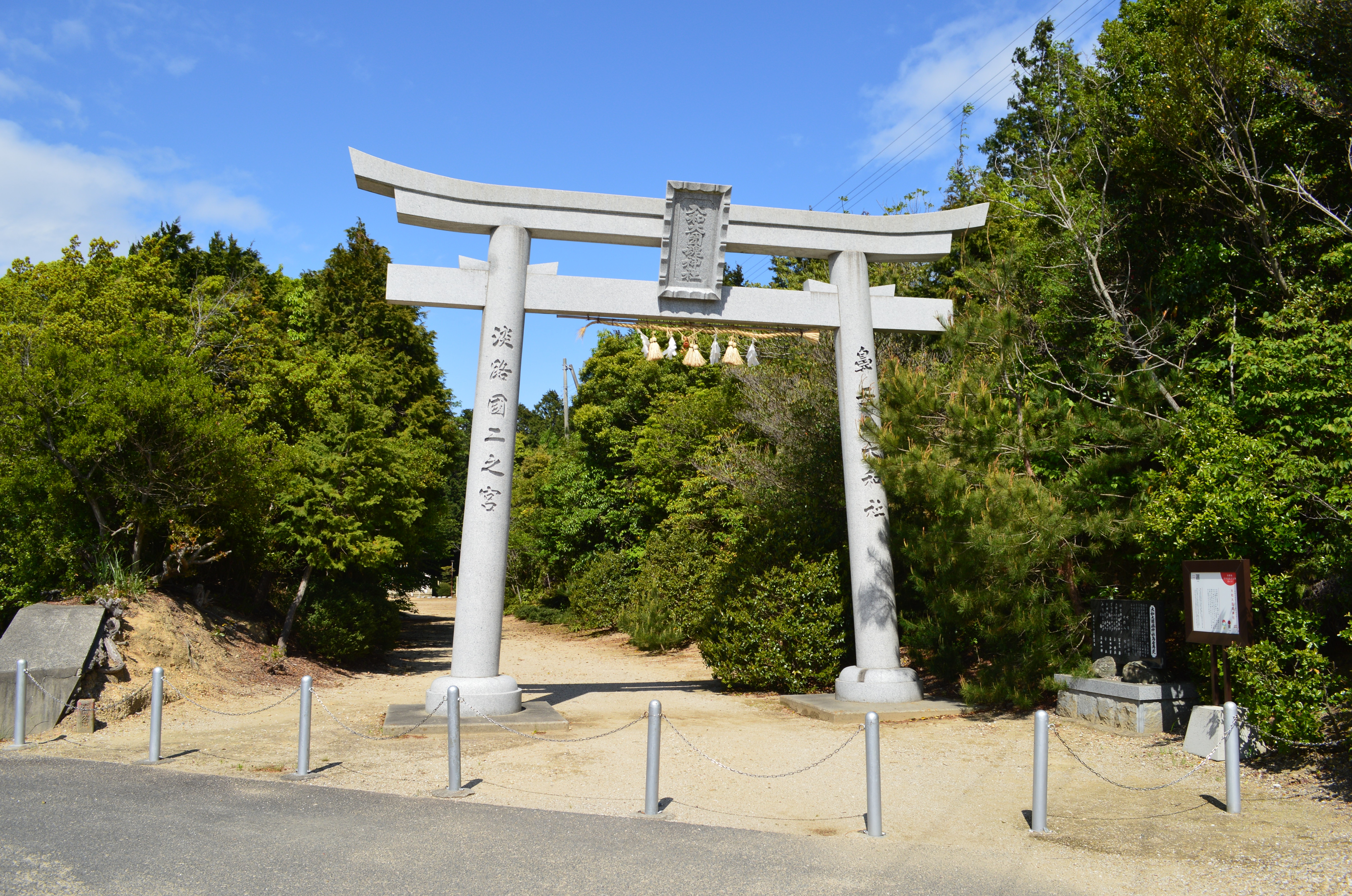
大和大国魂神社 鳥居
前の鳥居が阪神・淡路大震災によって修復不能の損傷を受けた為、平成10年（1998年）12月に現在の鳥居が建立されている。

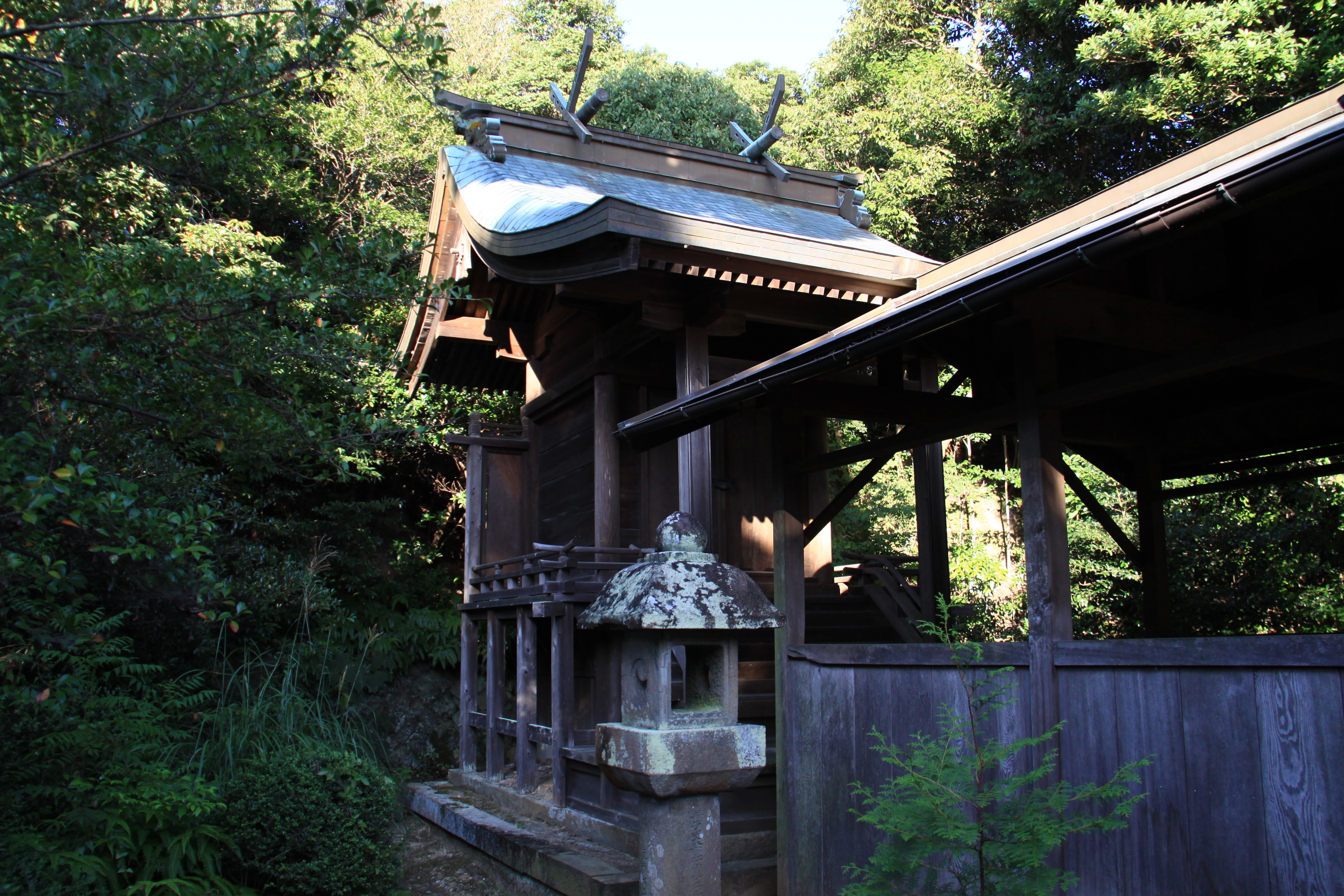
大和大国魂神社 本殿
『日本の神々 -神社と聖地- 3 摂津・河内・和泉・淡路』によれば、古代には西の播磨灘を向いて社殿が建っていたが、海上を通る舟人が礼拝をしないため盛んに祟り、現在の南南西向きに改められたのだと言う。

大和大国魂神社（やまとおおくにたまじんじゃ、大和大圀魂神社）は、兵庫県南あわじ市榎列上幡多（えなみかみはだ）にある神社。式内社（名神大社）、淡路国二宮で、旧社格は県社。

## 祭神
- 主祭神 ： 大和大国魂神
- 配祀 ： 八千戈命、御年命、素盞嗚尊、大己貴命、土御祖神

『中世諸国一宮制の基礎的研究』によれば、『一遍聖絵』や謡曲『淡路』に祭神は伊弉諾尊および伊弉冉尊と出ており、中世において二宮の祭神は伊弉諾尊と伊弉冉尊になっていたのだと言う。同書では、このような誤りが起こった理由について、淡路が伊弉諾尊と伊弉冉尊による国生み伝承の地であるため社家によって付会された、との『式内社報告』の推測を紹介し、再び祭神が大和大国魂神に戻ったのは明治の神仏分離以後だと述べている。寛文10年（1670年）8月の『中興趣意書』も、祭神を伊弉諾尊と伊弉冉尊とする説を基に書かれている。

## 歴史
当神社の創建年代は詳しく分かっていない。『日本の神々 -神社と聖地- 3 摂津・河内・和泉・淡路』によれば、当神社は大和朝廷の勢力が淡路に及んだとき、その支配の安泰を願って大和国山辺郡の大和坐大国魂神社（現在の大和神社）を勧請した、と考えられているのだと言う。『中世諸国一宮制の基礎的研究』では、大和朝廷の支配と係わって勧請の時期を5世紀とする説があることを紹介している。
『日本文徳天皇実録』 仁寿元年（851年）12月5日の条によれば、詔によって当神社が官社に列せられている。さらに『日本三代実録』 貞観元年（859年）1月27日の条には、神階が従二位勳三等から従一位に陞叙されたことが記載されている。
延長5年（927年）には『延喜式神名帳』により式内社、名神大とされた。また、『延喜式』の「主税式」においても祭祀料800束（米16石に相当）を国家から受けている。『延喜主税式』によれば、当時国家の正税から祭祀料を受けていたのは出羽国月山大物忌社、陸奥国鹽竈社、伊豆国三島社と他に3社しかないことから、当神社が国家から特別の扱いを受けていたことが覗える。
当神社は淡路国の二宮と称されるが、その初見は永万元年（1165年）6月の『神祇官諸社年貢注文』にある「淡路国二宮〈炭五十籠薪百束〉」の記述であると『中世諸国一宮制の基礎的研究』では述べている。また同書では、「護国寺文書」の一つである元久2年（1205年）4月の『淡路国司庁宣』に「可令早引募一・二宮法華桜両会舞楽料田荒野拾町事」と見え、法華・桜両会を催すのに国衙から舞楽料田10町が下されていることから、国衙が当神社の祭礼を管轄していたと考察している。社前の由緒石碑では、神を祭り地元の民衆が桜花を賞したことで「二ノ宮の桜祭」として一般に知られることになり、後に淡路国二宮と仰がれて公武の崇敬浅からぬようになった、と述べている。往古、この桜会は3月10日に行われていたが、『日本の神々 -神社と聖地- 3 摂津・河内・和泉・淡路』によれば、いつの頃からか廃絶したのだと言う。
正応2年（1289年）7月には一遍上人が当神社に詣でて歌を詠み、これを木札に書いて社殿の正面に打ちつけた、と『日本の神々 -神社と聖地- 3 摂津・河内・和泉・淡路』では述べている。この木札は、『一遍聖絵』の編者聖戒が一遍の死後に訪れた時にはそのまま残っていたのだと言う。また同書によれば、一遍上人は当神社の祭神が伊弉冉尊だと聞いて厚い祈りを捧げたと言い、さらに社前に小屋を建てて踊念仏を行い、「南無阿弥陀仏」と書いた紙片を配っていたのだと言う。
「護国寺文書」の一つ『淡路国諸寺諸山供養注文事』によれば、賀集八幡（南あわじ市賀集八幡）の伶人によって当神社へ舞楽の奉納が行われていた。『日本の神々 -神社と聖地- 3 摂津・河内・和泉・淡路』によれば、これは室町時代の事だと言う。
江戸時代には淡路国が徳島藩の知行地となったことで蜂須賀家も当神社を深く信仰し、元禄15年（1702年）に社領2反を寄進した。その後も代々の祈願所と定めて崇敬し、社殿の改築が度々行われたと言う。本殿再興のほか、文政12年（1829年）と天保14年（1843年）の諸殿建立など、明治維新による廃藩置県まで行われたと言われる。
明治元年（1868年）の神仏分離令により、当神社境内にあった淡路西国霊場第12番大和寺観音堂および淡路四十九薬師第2番薬師堂は外へ移された。明治6年（1873年）には旧社格制度により県社へ列格し、明治10年（1877年）三原郡一円の信徒による郡費を充てて本殿および諸建物がすべて新築された。
平成7年（1995年）1月17日に阪神・淡路大震災が発生した際、建立から約400年を経ていた鳥居が修復不能の損傷を受けた為、平成10年（1998年）12月に掃守・上幡多・下幡多・松田・山所の5地区の氏子が協力して現在の鳥居を新たに建立している。

## 祭事
- 2月11日 建国祭
- 2月17日 祈年祭
- 4月 1日 例大祭
- 7月18日 夏祭
- 11月12日 新嘗祭

## 文化財

### 兵庫県指定文化財
- 重要文化財（有形文化財）
  - 大和社印
『日本の神々 -神社と聖地- 3 摂津・河内・和泉・淡路』[1]によれば、宝永年間に境内から出土したもので、大きさ5.5cm四方、「大和社印」と刻まれている古銅印。同書によれば、おそらく平安初期の物と言われているのだと言う。